# Mickaël Tavares
Mickaël Zidro Tavares (Villeneuve-Saint-Georges, 25 ottobre 1982) è un ex calciatore senegalese, di ruolo centrocampista.

## Palmarès

### Club

#### Competizioni nazionali
- Campionato ceco: 2

Slavia Praga: 2007-2008, 2008-2009